# St. Croix County
St. Croix är ett administrativt område i delstaten Wisconsin, USA, med 84 345 invånare. Den administrativa huvudorten (county seat) är Hudson. 

## Geografi
Enligt United States Census Bureau så har countyt en total area på 1 906 km². 1 870 km² av den arean är land och 36 km² är vatten. 

### Angränsande countyn
- Polk County - nord
- Barron County - nordost
- Dunn County - öst
- Pierce County - syd
- Washington County, Minnesota - väst